# 大日特尼島
大日特尼島是斯洛伐克的島嶼，位於該國西南部，長84公里、寬30公里，面積1,886平方公里，是歐洲最大的河島，島上大部分居民是匈牙利人。

## 外部連結
- Žitný ostrov at Slovakia.travel

47°57′N 17°39′E / 47.950°N 17.650°E